# گورستان دمبی هدار ۱
قبرستان دمبی هدار ۱ مربوط به سده‌های متاخر دوران‌های تاریخی پس از اسلام است و در شهرستان سرباز، بخش پیشین، دهستان جکیگور، ۳ کیلومتری روستای هدار واقع شده و این اثر در تاریخ ۲۷ اسفند ۱۳۸۷ با شمارهٔ ثبت ۲۶۵۳۳ به‌عنوان یکی از آثار ملی ایران به ثبت رسیده است.